# De Hoop (Horn)
De Hoop is een beltmolen in Horn (gemeente Leudal). De zestienkante molen is in 1817 gebouwd, kort na afschaffing van de molendwang, in de Franse tijd. Dit was tegen de zin van de plaatselijke adel, die meende nog steeds over molenrechten te beschikken.
Bij de terugtrekking van de Duitse troepen aan het einde van de Tweede Wereldoorlog werden springladingen in de molen aangebracht, maar de Duitsers werden verrast door granaatvuur en konden hun taak niet voltooien. Hierdoor heeft de molen als een van de weinige molens in Limburg de oorlog zonder zware schade overleefd.
Na het overlijden van de molenaar van der Voort in 1949 maalde zijn weduwe samen met haar dochter met de molen, iets wat zeer ongebruikelijk was in die tijd. De Hoop heeft tot einde van de jaren 50 van de twintigste eeuw gemalen. In 1968 kocht de gemeente de molen, om hem enkele jaren later te laten restaureren.
De molen is op afspraak te bezoeken.

## Trivia
Dit is de enige overgebleven zestienkantige molen van het land.